# Jovan Ličina
Jovan Ličina (Šid, 28. svibnja 1930. – Zadar, 18. prosinca 2002.) bio je dramski glumac i pisac, bivši član Drame Hrvatskog narodnog kazališta u Zagrebu. Nakon završene Kemijsko-tehničke škole u Beogradu bio je zaposlen u različitim zvanjima: bio je nastavnik, financijski službenik, fizički radnik, tkalac, slikar i dr. 
Upisao je studij tehnike i slikarstva, a 1953.  Akademiju dramskih umjetnosti u Zagrebu, i već sljedeće godine prvi put nastupio u Krležinoj "Golgoti" prigodom otvorenja Dramskog kazališta "Gavella". Nakon triju sezona provedenih u tom kazalištu prelazi u ansambl Drame HNK u Zagrebu, gdje se njegov glumački razvojni put počeo snažnije ocrtavati.
Interpretirao je podjednako likove iz klasičnog i suvremenog dramskog repertoara. Ostvario je niz zapaženih uloga, među inima u Shakespeareovom "Kralju Learu", u Matkovićevom "Heraklu", Ingeovoj "Autobusnoj stanici", Osborneovoj drami "Osvrni se gnjevno", u Brechtovoj "Pravilnoj liniji". Njegov smisao za karakternu komiku došao je do izražaja ulogama Eatonsa u Vercorsovom djelu "Zoo" ("Zoo ili ubojica-filantrop") i Učitelja filozofije u Molièreovom "Građaninu plemiću". Jednu od najzapaženijih kazališnih uloga ostvario je u Marinkovićevom "Kiklopu", ulogu Maestra, u adaptaciji i režiji Koste Spaića, za koju je dobio nagradu na Sterijinom pozorju 1976. Nastupio je još u Krležinoj "Golgoti" u režiji Mladena Škiljana 1977, da bi 1982, nakon bolesti, otišao u invalidsku mirovinu.
Iznimno puno nastupao je na radiju, televiziji i filmu, ostvarivši mnoge zapažene uloge. Bio je i pisac, njegovo prvo izvedeno dramsko djelo bile su "Nježne pjesme anđela" na pozornici Zagrebačkog dramskog studija i na velikoj sceni HNK 1964. u režiji Petra Šarčevića.
Posljednji ispraćaj Jovana Ličine bio je u petak 20. prosinca 2002. u 11:40 sati u velikoj dvorani Krematorija na zagrebačkom Mirogoju.

## Filmografija
- "Noćni gost" kao Marko Mak Horvat (1958.)
- "Šest sati ujutro" (1959.)
- "Stakleni paravan" (1959.)
- "Poštar zvoni dva puta" (1960.)
- "Nepoznati" (1960.)
- "Vražji otok" (1960.)
- "Nestali pomaže istragu" (1960.)
- "Ulica bez izlaza" (1960.)
- "Treći je došao sam" (1961.)
- "Svečanost" kao Hazo (1961.)
- "Treba zaklati pijetla" (1961.)
- "Čovjek od važnosti" (1961.)
- "Jutro još nije dan" (1962.)
- "Vruč je zrak" (1962.)
- "Građanin Dahlke" kao Dahlke (1962.)
- "Na licu mjesta" (1963., TV serija)
- "Kandidat smrti" (1963.)
- "Ljudi i neljudi" (1963.)
- "Bezimena" (1963.)
- "Dolutali metak" (1964.)
- "Apel" (1965.)
- "Nema razloga za uzbunu" (1965.)
- "Mokra koža" kao Mičun (1966.)
- "Pedeseti rođendan" (1966.)
- "Spašavanje časti" kao stric (1966.)
- "Sedam sati i petnaest minuta" kao Božo (1966.)
- "Godine ratne, godine mirne" (1967.)
- "Ljubav Jarovaja" (1967.)
- "Kokošari" (1968.)
- "Negdje na kraju" (1968.)
- "Probudi se, Trnoružice!" kao otac (1969.)
- "Overnjonski senatori" (1970.)
- "Kainov znak" kao Feri (1970.)
- "Put u raj" kao pacijent kod primarijusa (1970.)
- "Kuda idu divlje svinje" kao Veriga (1971., TV-serija)
- "Leda" kao Klanfar (1971.)
- "Luda kuća" kao Jurica Vrabec (1972.)
- "Harmonika" kao inspektor (1972.)
- "Pjetlov kljun" kao Jaz Silvije (1972.)
- "Kuća uz more" kao don Carlo (1973.)
- "Prijatelji" (1974., TV serija)
- "Car se zabavlja" (1975.)
- "Dolje sa oružjem" kao javni tužilac Erst Grunebald (1976.)
- "Naša stvar" kao vepar (1975.)
- "Izjava" kao Luka Sić (1976.)
- "Debeli lad" kao šef prevaranata (1978.)
- "Mačak pod šljemom" kao satnik Bužan (1978., TV-serija)
- "Punom parom" kao profesor Nikolić (1978.-1980., TV serija)
- "Obustava u strojnoj" (1980.)
- "Snađi se, druže" kao satnik Bužan (1981.)
- "Posjet" (1986.)
- "Osuđeni" kao sudac (1987.)
- "Vila orhideja" (1988.)
- "Tečaj plivanja" (1988.)